# Rio Piracicaba (Minas Gerais)
Rio Piracicaba es un municipio brasileño del estado de Minas Gerais. Su población estimada en 2018 es de 14 346 habitantes, según el Instituto Brasileño de Geografía y Estadística (IBGE).

## Historia y toponimia
Los garimpeiros fueron los primeros habitantes del actual municipio, los cuales provenían de diversos puntos de Minas Gerais en busca de diamantes en el valle del río Abaeté. En 1750 se crea el distrito de São Miguel de Piracicaba, que en 1891, es subordinado al municipio de Santa Bárbara. En 1911 obtiene la autonomía como municipio, con el nombre de Rio Piracicaba. El municipio toma el nombre del río que lo atraviesa, que en tupí-guaraní significa «lugar donde el pez para».

## Clima
Según la clasificación climática de Köppen, el municipio se encuentra en el clima tropical de altitud Cwa.